# 9175 Graun
9175 Graun este un asteroid din centura principală de asteroizi.

## Descriere
9175 Graun este un asteroid din centura principală de asteroizi. A fost descoperit pe 29 iulie 1990 la Observatorul Palomar de Henry E. Holt. El prezintă o orbită caracterizată de o semiaxă mare de 2,60 ua, o excentricitate de 0,14 și o înclinație de 15,1° în raport cu ecliptica.